# 大可河
大可河，位于中国云南省中部，是南盘江支流巴江左岸支流，发源于弥勒市西二镇的舍莫、关上附近，向北流经石林彝族自治县大可乡，至鹿阜街道大龙溪村（原属板桥镇）入巴江。全长48.8公里，流域面积230平方公里。